# Manalmedu
Manalmedu è una suddivisione dell'India, classificata come town panchayat, di 9.254 abitanti, situata nel distretto di Nagapattinam, nello stato federato del Tamil Nadu. In base al numero di abitanti la città rientra nella classe V (da 5.000 a 9.999 persone).

## Geografia fisica
La città è situata a 11° 13' 21 N e 79° 36' 11 E.

## Società

### Evoluzione demografica
Al censimento del 2001 la popolazione di Manalmedu assommava a 9.254 persone, delle quali 4.724 maschi e 4.530 femmine. I bambini di età inferiore o uguale ai sei anni assommavano a 951, dei quali 537 maschi e 414 femmine. Infine, coloro che erano in grado di saper almeno leggere e scrivere erano 6.829, dei quali 3.853 maschi e 2.976 femmine.